# Pritzelia didiscoides
Pritzelia didiscoides är en flockblommig växtart som beskrevs av Wilhelm Gerhard Walpers. Pritzelia didiscoides ingår i släktet Pritzelia och familjen flockblommiga växter. Inga underarter finns listade i Catalogue of Life.